# Tuffi ai campionati mondiali di nuoto 1991 - Trampolino 1 metro maschile
La gara del trampolino da 1 m maschile si è tenuta con i migliori 12 atleti della fase preliminari.

## Finale
| Posizione | Atleta                   | Punteggio |
| --------- | ------------------------ | --------- |
|           | Edwin Jongejans (NLD)    | 588.51    |
|           | Mark Lenzi (USA)         | 578.22    |
|           | Wang Yijie (CHN)         | 577.86    |
| 4.        | Peter Böhler (DEU)       | 547.98    |
| 5.        | Mark Bradshaw (USA)      | 544.56    |
| 6.        | Jorge Mondragón (MEX)    | 543.09    |
| 7.        | Sergey Lomonovskiy (URS) | 528.18    |
| 8.        | Simon McCormack (AUS)    | 519.21    |
| 9.        | Tan Liangde (CHN)        | 508.77    |
| 10.       | Valery Statsenko (URS)   | 501.66    |
| 11.       | Russell Butler (AUS)     | 492.39    |
| 12.       | Davide Lorenzini (ITA)   | 478.95    |